# Разводно постројење
Разводно постројење или трафостаница је део система за производњу, пренос и дистрибуцију електричне енергије. Разводна постројења трансформише напон са високих вредности на ниске, или обрнуто, или врше било коју од неколико других важних функција. Од електрана до потрошача, електрична енергија може тећи кроз неколико разводних постројења на различитим напонским нивоима.
Разводна постројења могу бити у власништву и под управом електроенергетског предузећа, или могу бити у власништву великих индустријских или комерцијалних купаца. Разводна постројења су углавном без надзора, и ослањају се на SCADA системе за даљински надзор и управљање.

## Елементи разводних постројења
Разводна постројење могу поседовати трансформаторе за промену напонских нивоима између високих напона у преносним мрежама и нижих напона у дистрибутивним мрежама или за повезивање два различита преносна напона.
Уз трансформаторе, разводна постројења углавном имају опреме за прекидање, заштиту и контролу. У великим разводним постројењима користе се прекидачи да прекину струје кратких спојева или струје преоптерећења које се могу појавити на мрежи. Мање дистрибутивне трафостанице могу користити риклозере или осигураче за заштиту дистрибутивних мрежа. Сама разводна постројења обично немају генераторе, иако електрана може бити уз разводно постројење. Други уређаји, као што су кондензаторске батерије и регулатори напона такође могу да се налазе у разводном постројењу.
Разводна постројења се могу налазити бити на површини у ограђеним површинама, под земљом, или се налазе у објектима посебне намене. Високе зграде могу имати неколико сакривених разводних постројења. Затворена разводна постројења се обично налазе у урбаним срединама да би се смањила бука из трансформатора, из естетских разлога, као и да се заштити постројење од екстремних климатских услова или загађења.
На местима где разводно постројење поседује металну ограду, она мора бити прописно уземљена да заштити људе од високог напона који се могу јавити у току квара на мрежи. Струје квара у разводним постројењима могу изазвати пораст потенцијала Земље. Струје које теку кроз површину Земље током квара могу да изазову да метални предмети имају знатно различит потенцијал него тло под ногама неког лица. Овај напон додира представља опасност од струјног удара.